# Leiolepis triploida
Leiolepis triploida là một loài thằn lằn trong họ Agamidae. Loài này được Peters mô tả khoa học đầu tiên năm 1971.